# Helmut Rauschenbusch
Helmut Rauschenbusch (* 18. März 1894 in Kirchen/Sieg; † 6. September 1980 in Berlin) war ein deutscher Bankier und  Verleger.

## Werdegang
Helmut Rauschenbusch war der Sohn eines Sanitätsrats. Als Freiwilliger nahm er am  Ersten Weltkrieg teil. Danach studierte er an der  Goethe-Universität in Frankfurt am Main, wo er die Abschlussprüfung als Diplom-Kaufmann absolvierte und 1919 zum Dr. rer. pol. (Doktor der Staatswissenschaften) promovierte. Anschließend war er im Bankgewerbe tätig, zuletzt als Direktor der Bank für Landwirtschaft. 1925 trat er in den Aufsichtsrat der Deutschen Tageszeitung Druckerei und Verlag AG in Berlin als Generaldirektor und geschäftsführender Vorstand ein. Als Repräsentant der konservativen Oberschicht gehörte er dem Deutschen Herrenklub an. Am 16. Januar 1933 firmierte die Deutsche Tageszeitung Druckerei und Verlag AG in Deutsche Zentraldruckerei AG um, in welcher Rauschenbusch den Alleinvorstand übernahm. Außerdem war er u. a. Geschäftsführer der
- Berliner Zentraldruckerei Gebr. Unger Nachf. GmbH, Berlin
- Deutschen-Schriften GmbH, Berlin
- Helmut Rauschenbusch Verlag, Berlin und Stollhamm
- Rembrandt-Verlag GmbH, Berlin.[4]

## Veröffentlichungen
- Erkenntnisse und Erlebnisse. In: Börsenblatt für den Deutschen Buchhandel, Band 35. Buchhändler-Vereinigung, Frankfurt am Main 1979, S. 7111 ff.
- Die Bürde einer Generation. Verlag der deutschen Zentraldruckerei, Berlin 1979.